# Compiere
 (novembre 2017).
Compiere  est un progiciel de gestion intégré (PGI) et gestion de la relation client (GRC) à code source ouvert : open source pour les Petites et moyennes entreprises (PME) dans la distribution et le service. L'application est fournie sous double licence GPL et propriétaire. Les sources peuvent être adaptées aux besoins du client. L'assistance technique et la documentation sont payantes.

## Dates importantes
09/2006 - Ils décident de poursuivre le développement de Compiere à travers un nouveau projet: Adempiere.
Plus récemment, le logiciel Metasfresh continue de se développer depuis un fork d'Adempiere.
06/2010 - Consona rachète l'éditeur de l'ERP Compiere

## Fonctionnalités
Compiere inclut les fonctionnalités les plus importantes d'un PGI, mais de manière à éviter la duplication des informations et la nécessité de faire des synchronisations, les différents modules ont été organisés de manière différente. Un outil de gestion de production est en cours de développement[Quand ?] par une équipe indépendante.[réf. nécessaire] (Voir la section liens externes de l'annexe pour plus de précisions).

## Architecture
Compiere est entièrement basé sur le concept d’Active Data Dictionary (ADD) ou dictionnaire actif de données. Celui-ci assure une adaptation aisée ainsi qu’une vue cohérente de l’ensemble des modules. Compiere est conçu pour suivre les changements au sein de l’entreprise, à tout moment, les clients, même en contexte de production peuvent changer la structure de l'information, de manière à s’ajuster au mieux aux nouveaux besoins.
Compiere fournit des vues multiples de l’information basées sur le détail des transactions réelles. Cette structure permet une flexibilité maximale et l'intégration facile de toute information supplémentaire. Par ailleurs comme l'information est simplement présentée comme des vues, grâce à l'architecture de Compiere modèle-vue-contrôleur (MVC), celles-ci peuvent être modifiées rapidement pour satisfaire de nouveaux besoins.
Le Dictionnaire de Données de Compiere contient les définitions des entités de données de base (type, validation, etc.), la manière dont elles sont visualisées (étiquettes sur les écrans, rapports, aide, ordre d'affichage et position relative par rapport aux autres champs), de même que les règles d'affichage. Il contient également des règles de sécurité et d'accès.
Compiere a également été développé à l’aide de J2EE.

## Indépendance par rapport à la base de données
Compiere a longtemps été critiquée pour sa dépendance totale du système de gestion de base de données (SGBDR) Oracle, et donc de ne pas être un pur produit open source. Néanmoins, depuis la version 2.5.2, une infrastructure a été développée pour permettre le portage sur d'autres SGBDR. Des versions PostgreSQL, et Sybase ont déjà été développées.
Compiere est désormais certifié pour fonctionner avec une bases de données propriétaire:
- Oracle (Express, Standard, Standard One and Enterprise Editions) ;
- EnterpriseDB Postgres Plus Advanced Server.